# Station Beuvrages
Station Beuvrages is een spoorwegstation in de Franse gemeente Beuvrages. Het wordt bediend door treinen van de TER Hauts-de-France.